# Danh sách đĩa nhạc của Hwasa
Nữ ca sĩ kiêm rapper Hwasa đã phát hành đĩa đơn chính chủ đầu tay của mình kèm với video ca nhạc vào quý 1 năm 2019. Năm 2020, cô phát hành đĩa mở rộng đầu tay mang tên María gồm 3 đĩa đơn, trong đó đĩa đơn thứ 2 là ca khúc chủ đề và được ra mắt cùng với đĩa.

## Đĩa mở rộng
| Tên   | Thông tin                                                                            | Thứ hạng cao nhất | Thứ hạng cao nhất | Lượng bán ra  |
| Tên   | Thông tin                                                                            | Hàn               | Mỹ Thế giới       | Lượng bán ra  |
| ----- | ------------------------------------------------------------------------------------ | ----------------- | ----------------- | ------------- |
| María | - Ngày: 29 tháng 6 năm 2020 - Hãng: RBW - Định dạng: CD, digital download, streaming | 5                 | 7                 | - Hàn: 47,193 |

## Đĩa đơn

### Đĩa đơn chính chủ
| Năm                                                                                       | Tựa đề | Thứ hạng cao nhất | Thứ hạng cao nhất | Thứ hạng cao nhất | Thứ hạng cao nhất | Doanh số | Chứng nhận | Album |
| Năm                                                                                       | Tựa đề | Hàn               | Hàn               | NZ                | Mỹ Thế giới       | Doanh số | Chứng nhận | Album |
| Năm                                                                                       | Tựa đề | Gaon              | Hot               | NZ                | Mỹ Thế giới       | Doanh số | Chứng nhận | Album |
| ----------------------------------------------------------------------------------------- | ------ | ----------------- | ----------------- | ----------------- | ----------------- | -------- | ---------- | ----- |
| 2019                                                                                      | TWIT   | 1                 | 1                 | 22                | 3                 |          |            | María |
| 2020                                                                                      | María  | 3                 | —                 | —                 | 6                 |          |            | María |
| 2020                                                                                      | LMM    |                   |                   |                   |                   |          |            | María |
| "—" cho biết album không lọt vào bảng xếp hạng hoặc không được phát hành tại khu vực này. |        |                   |                   |                   |                   |          |            |       |

### Với tư cách góp giọng
| Năm                                                                                       | Tựa đề                                                                         | Thứ hạng cao nhất | Thứ hạng cao nhất | Thứ hạng cao nhất | Doanh số        | Chứng nhận | Album                     |
| Năm                                                                                       | Tựa đề                                                                         | Hàn               | Hàn               | Mỹ Thế giới       | Doanh số        | Chứng nhận | Album                     |
| Năm                                                                                       | Tựa đề                                                                         | Gaon              | Hot               | Mỹ Thế giới       | Doanh số        | Chứng nhận | Album                     |
| ----------------------------------------------------------------------------------------- | ------------------------------------------------------------------------------ | ----------------- | ----------------- | ----------------- | --------------- | ---------- | ------------------------- |
| 2013                                                                                      | "Fingernail" (손톱) (Phantom hợp tác với Hwasa)                                | —                 | —                 | —                 | —               | —          | Phantom Theory            |
| 2013                                                                                      | "Break Up for You, Not Yet for Me" (넌 이별 난 아직) Park Shin-hye feat. Hwasa | —                 | —                 | —                 | —               | —          | Remake The Heirs          |
| 2014                                                                                      | "Boy Jump" (소년점프) (Baechigi hợp tác với Hwasa)                             | 80                | —                 | —                 | - Hàn: 50,181+  | —          | Đĩa đơn không thuộc album |
| 2015                                                                                      | "Drinks Up" (Ja Mezz hợp tác với Hwasa)                                        | —                 | —                 | —                 | —               | —          | 1/4                       |
| 2015                                                                                      | "Mileage" (Primary hợp tác với Paloalto & Hwasa)                               | 45                | —                 | —                 | - Hàn: 114,263+ | —          | 2                         |
| 2015                                                                                      | "Call Me" (연락해) (Basick và Lil Boi hợp tác với Hwasa)                       | 26                | —                 | —                 | - Hàn: 105,060+ | —          | Basick & Lil Boy          |
| 2015                                                                                      | "Love Talk" (Kisum hợp tác với Hwasa)                                          | 43                | —                 | —                 | - Hàn: 81,336+  | —          | Đĩa đơn không thuộc album |
| 2016                                                                                      | "Ddang" (땡땡땡) (Suran hợp tác với Hwasa)                                     | —                 | —                 | —                 | —               | —          | Đĩa đơn không thuộc album |
| 2016                                                                                      | "Nice" (Basick hợp tác với G2 và Hwasa)                                        | 100               | —                 | —                 | - Hàn: 18,274+  | —          | Nice                      |
| 2016                                                                                      | "HookGA" (High4:20 hợp tác với Hwasa)                                          | —                 | —                 | —                 | —               | —          | Đĩa đơn không thuộc album |
| 2017                                                                                      | "I Am Me" (San E hợp tác với Hwasa)                                            | 61                | —                 | —                 | - Hàn: 28,700+  | —          | Season of Suffering       |
| 2018                                                                                      | "Cotton Candy" (Woodie hợp tác với Hwasa)                                      | —                 | —                 | —                 | —               | —          | #Gochild                  |
| 2018                                                                                      | "Do Not Become Friendly" (K.Will hợp tác với Hwasa)                            | —                 | —                 | —                 | —               | —          | The 4th Album             |
| 2020                                                                                      | "Physical Remix" (Dua Lipa hợp tác với Hwasa)                                  | 124               | —                 | —                 | —               | —          | —                         |
| 2020                                                                                      | "Q" (Onewe hợp tác với Hwasa)                                                  | —                 | —                 | 12                | —               | —          | 3/4 and One               |
| "—" cho biết album không lọt vào bảng xếp hạng hoặc không được phát hành tại khu vực này. |                                                                                |                   |                   |                   |                 |            |                           |

### Các đĩa đơn kết hợp khác
| Năm                                                                                       | Tựa đề                   | Thứ hạng cao nhất | Thứ hạng cao nhất | Thứ hạng cao nhất | Doanh số         | Chứng nhận       | Album                        |
| Năm                                                                                       | Tựa đề                   | Hàn               | Hàn               | Mỹ                | Doanh số         | Chứng nhận       | Album                        |
| Năm                                                                                       | Tựa đề                   | Gaon              | Hot               | Mỹ                | Doanh số         | Chứng nhận       | Album                        |
| ----------------------------------------------------------------------------------------- | ------------------------ | ----------------- | ----------------- | ----------------- | ---------------- | ---------------- | ---------------------------- |
| 2016                                                                                      | "Dab Dab" (với Moonbyul) | 69                | —                 | —                 | - Hàn: 31,040+   | —                | Memory                       |
| 2017                                                                                      | "Love Comes" (với Esna)  | —                 | —                 | —                 | —                | —                | Đĩa đơn không thuộc album    |
| 2018                                                                                      | "Don't" (với Loco)       | 1                 | 1                 | —                 | - Hàn: 2.500.000 | - KMCA: Bạch kim | Hyena on the Keyboard Part.4 |
| 2019                                                                                      | "Loving One Person"      | —                 | —                 | —                 | —                | —                | 10th - preview               |
| 2019                                                                                      | "In Autumn"              | 91                | —                 | —                 | —                | —                | Đĩa đơn không thuộc album    |
| "—" cho biết album không lọt vào bảng xếp hạng hoặc không được phát hành tại khu vực này. |                          |                   |                   |                   |                  |                  |                              |

## Viết lời và sáng tác
| Năm  | Nghệ sĩ | Bài hát           | Vai trò         | Album            |
| ---- | ------- | ----------------- | --------------- | ---------------- |
| 2014 | Mamamoo | "Pink Panties"    | Lời và sáng tác | Non-album single |
| 2014 | Mamamoo | "Heeheehaheho"    | Lời bài hát     | Hello            |
| 2014 | Mamamoo | "I Do Me"         | Lời và sáng tác | Hello            |
| 2015 | Mamamoo | "Freakin Shoes"   | Lời và sáng tác | Pink Funky       |
| 2015 | Mamamoo | "Um Oh Ah Yeh"    | Lời bài hát     | Pink Funky       |
| 2016 | Mamamoo | "Taller Than You" | Lời bài hát     | Melting          |
| 2016 | Mamamoo | "My Hometown"     | Lời bài hát     | Melting          |
| 2016 | Mamamoo | "Recipe"          | Lời và sáng tác | Melting          |
| 2016 | Mamamoo | "Décalcomanie"    | Lời bài hát     | Memory           |
| 2016 | Mamamoo | "Dab Dab"         | Lời bài hát     | Memory           |
| 2016 | Mamamoo | "I Won't Let Go"  | Lời bài hát     | Memory           |
| 2019 | Mamamoo | HIP               | Lời bài hát     | Reality in BLACK |
| 2019 |         | TWIT              | Lời bài hát     |                  |